# Дамян Български
Вижте пояснителната страница за други личности с името Дамян.
Дамян е български патриарх от епохата на Първата българска държава. Архиерейството му обхваща значителен период от няколко десетилетия, който най-общо попада в средата и втората половина на Х век. Известните факти около личността на Дамян са нищожно малко. Поради това съществуват многобройни и доста противоречиви хипотези, свързани както с личността на този висш духовник, така и с времето, мястото и обхвата на неговото светителство. Според Дюканжовия списък седалището му е в Доростол и по негово време българската църква е почетена за автокефална. Предполага се, че патриарх Дамян се оттегля във все още свободната западна част на България и се установява в Средец. Следователно той е последният патриарх на Преславското и първият на Самуиловото царство.
Приемник на патриарх Дамян и предстоятел на Българската църква при цар Самуил е патриарх Герман (или Гавриил).

## Памет
На патриарх Дамян е наречена улица в квартал „Надежда IV“ в София (Карта).